# Gleofilo Vlijter
Gleofilo Sabrino Rudewald Hasselbaink Vlijter (ur. 17 września 1999 w Paramaribo) – surinamski piłkarz grający na pozycji napastnika w izraelskim klubie Beitar Jerozolima oraz reprezentacji Surinamu.

## Kariera
Vlijter zaczynał swoją karierę w SV Robinhood. W 2018 roku wyjechał do Izraela i podpisał kontrakt z Hapoel Ironi Kirjat Szemona. Niedługo po tym przeniósł się do gruzińskiego Torpedo Kutaisi. W 2019 roku został piłkarzem cypryjskiego Aris Limassol. W 2020 roku powrócił do Izraela i związał się z Beitar Jerozolima. 
W reprezentacji Surinamu zadebiutował 30 kwietnia 2015 roku w towarzyskim meczu z Gujaną. Pierwszego gola zdobył 5 września 2019 w starciu z Dominiką. Podczas Ligi Narodów 2019/20 zdobył 10 bramek.  